# 三角田川

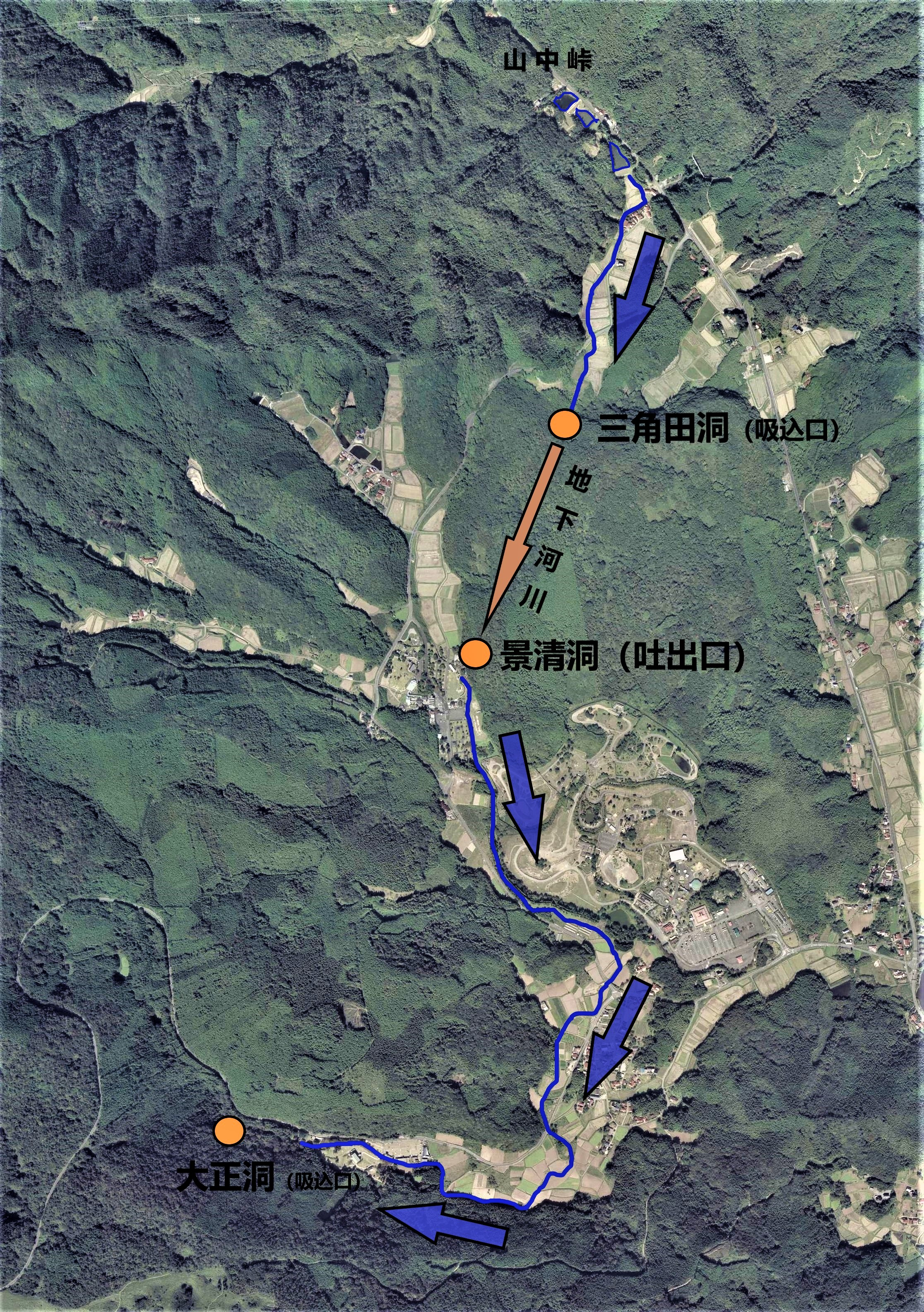
三角田川の流路を示した空中写真。
三角田洞に吸込まれ地下を流れて景清洞から出た水は再び大正洞に吸い込まれていく。2008年10月15日撮影の2枚を合成作成。。

三角田川（みすみだがわ）は、山口県美祢市を流れる河川。カルスト台地特有のポノールに吸い込まれ、合流する河川が明確にわかっていない珍しい河川である。流路の途中にも地下区間がある。

## 概要
旧美東町の三角田集落の北側、山中峠（やまなかだお）に源を発する。南へ流れ、猪出台（ししでだい）でポノールに吸い込まれた後、780 m南南西の景清洞から出てくる。そこから3 kmほど流れた後、再びポノールの大正洞に吸い込まれていく。ラムサール条約指定の秋吉台地下水系のどこかへ流れていくため、下流がどこに流れているか分かっていない。